# Tiha noć u Vukovaru
Tiha noć u Vukovaru je godišnji božićni koncert Hrvatske radiotelevizije u crkvi sv. Filipa i Jakova u Vukovaru. Održava se od 2001. godine.
Na HRT-u se prikazuje na Badnjak i Štefanje.
Sudionici:
- 2024. Tamburaški orkestar HRT-a, Dječji pjevački zbor Glazbene škole Franjo Kuhač iz Osijeka[1]